# Quyền LGBT ở Yemen
Quyền đồng tính nữ, đồng tính nam, song tính và chuyển giới (tiếng Ả Rập: مثليه ، مثلي الجنس ، المخنثين والمتحولين جنسيا) ở Yemen phải đối mặt với những thách thức pháp lý mà những người không phải LGBT không gặp phải.

## Bảng tóm tắt
| Hoạt động tình dục đồng giới hợp pháp                                                                                       | (Hình phạt: Thi hành án) |
| Độ tuổi đồng ý | No                       |
| Luật chống phân biệt đối xử chỉ trong việc làm                                                                              | No                       |
| Luật chống phân biệt đối xử trong việc cung cấp hàng hóa và dịch vụ                                                         | No                       |
| Luật chống phân biệt đối xử trong tất cả các lĩnh vực khác (bao gồm phân biệt đối xử gián tiếp, ngôn từ kích động thù địch) | No                       |
| Hôn nhân đồng giới | No                       |
| Công nhận các cặp đồng giới                                                                                                 | No                       |
| Con nuôi của các cặp vợ chồng đồng giới                                                                                     | No                       |
| Con nuôi chung của các cặp đồng giới                                                                                        | No                       |
| Người LGBT được phép phục vụ công khai trong quân đội                                                                       | No                       |
| Quyền thay đổi giới tính hợp pháp                                                                                           | No                       |
| Truy cập IVF cho đồng tính nữ                                                                                               | No                       |
| Mang thai hộ thương mại cho các cặp đồng tính nam                                                                           | No                       |
| NQHN được phép hiến máu | No                       |